# كامبريدج (نيوزيلندا)
كامبريدج هي بلدة، في نيوزيلندا، تقع في مقاطعة وايبا ‏، بلغ عدد سكانها 19,200 نسمة وذلك حسب إحصائيات سنة يونيو 2015، رمزها البريدي هو 3434–3496.

## أعلام
- كاتي هويل
- مايك رودجر
- تريفور هال
- باول جيرتسن
- هايدن ماكورميك
- غوردون بريدسون
- ريكس بيكرينغ
- روث ويلكينسون